# Zoo Tallinn
Koordinaten: 59° 25′ 14,6″ N, 24° 39′ 28,9″ O
Der Zoo von Tallinn (estnisch Tallinna Loomaaed) ist der einzige Zoo in Estland.
Gegründet wurde der Zoo am 25. August 1939. Zwei Jahre zuvor gewann eine Gruppe estnischer Sportschützen bei der Weltmeisterschaft in Helsinki nicht nur den so genannten Argentinien-Cup, sondern auch einen Luchs, der zum Anlass genommen wurde, einen Zoo zu gründen. Die Bedeutung des Luchses für den Zoo von Tallinn lässt sich daran erkennen, dass der Luchs heute das Wappentier des Zoos ist. Alle Luchse im Tallinner Zoo sind Nachkommen des ersten Luchses aus Helsinki.
Anfang der 1980er Jahre zog er aus dem Zentrum auf ein ehemaliges Militärgelände am Rande der Stadt.
1989 wurde der Zoo, als erster Zoo der Sowjetunion, Mitglied der World Association of Zoos and Aquariums (WAZA). Bereits rund zehn Jahre zuvor wurde man Fördermitglied der American Zoo & Aquarium Association.
Direktor des Zoos ist Tiit Maran. Derzeit werden etwa 4400 Tiere in über 400 Arten auf einem 88,6 ha großen Gelände gehalten.
Der Tallinner Zoo befindet sich inmitten eines langjährigen Modernisierungsprojektes, von dem bereits große Teile (z. B. Elefanten-Anlage, Anlagen für verschiedene bergbewohnende Ziegenarten) fertiggestellt sind. In scharfem Kontrast dazu stehen noch einige Gehegeanlagen aus sowjetischer Bauzeit, welche modernen Tierhaltungsansprüchen nicht mehr genügen und die ebenfalls nach und nach ersetzt werden sollen.
Im Jahr 2014 besuchten mehr als 350.000 Menschen den Zoo Tallinn.

## Zuchtprogramm
Nach eigenen Angaben sind Luchse, bergbewohnende Ziegenarten, Schafe, Adler, Geier und Kraniche die Hauptzuchtgebiete. Auch eine Herde von über 100 Davidshirschen sorgt für zahlreichen Nachwuchs, der teilweise in China wieder ausgewildert wird.
Mitte der 1990er Jahre gelang die erste Nachzucht eines Europäischen Nerzes (eines der seltensten Säugetiere Europas) in Gefangenschaft. Seither werfen die Nerzweibchen jährlich je sieben bis zehn Nachzüchtungen, die teilweise in Estland ausgewildert werden.
Im Jahr 2006 wurde ein spezielles Gehege für Amurleoparden eröffnet, dessen Konzeption von Mitarbeitern des Zoos Rotterdam erstellt wurde, und im Juni 2008 wurden drei Jungtiere geboren.